# Eugène Neefs
Pour les articles homonymes, voir Neefs.
Eugène Alphonse Neefs, né le 1er avril 1881 à Louvain en Belgique et mort le 29 novembre 1949 dans la même ville, est un athlète, footballeur, vétérinaire et militaire belge.

## Biographie

### Sport

#### Jeux olympiques
Affilié au Royal Sporting Club Leuven (RSC Leuven), il participe aux Jeux olympiques de 1900 à Paris pour l'épreuve de football avec l'équipe belge qui est représentée par l'équipe de football de l'Université de Bruxelles ; il remporte la médaille de bronze,,.
Eugène Neefs est spectateur pour le match mais rejoint l'équipe pour qu'elle soit complète et devient ainsi l'un des onze médaillés de bronze pour l'équipe de Belgique au football des Jeux de 1900,. Pour ce match où il fut désigné parmi les dix spectateurs belges au stade de Vincennes, il gagna de la médaille de bronze pour le premier match de la Belgique aux Jeux olympiques de 1900 et le dernier. En effet, le football étant ajouté au programme des Jeux olympiques pour la première fois, peu d'équipes se sont composées et seulement trois se sont présentées. Arrivant dernière, les joueurs belges ont remporté la médaille de bronze, y compris le spectateur, Eugène Neefs,.

### Armée
En 1911, Neefs suit, en prévision d'une diffusion par le ministre des Colonies, Jules Renkin, le cours de la section vétérinaire de l'École de Médecine Tropicale.
Durant la Première Guerre mondiale, Neefs nous donne des informations concernant l'Infirmerie Vétérinaire d'Armée (IVA), notamment sur ses positions pendant une certaine période. En effet, il indique dans son carnet personnel qu'il rejoint l'IVA le 12 octobre 1914 et que, peu de temps après, celui-ci est déplacé à Bruges. Ensuite, l'IVA fut déplacé jusqu'au 28 octobre 1918 à Loon-Plage, une commune française située non loin de Dunkerque, en passant par Ostende et Nieuport. Une nouvelle fois, grâce à Neefs, on sait que le 13 novembre 1914, grâce à une lettre du chef vétérinaire Gerards gardé dans les carnets personnels de Neefs, 1 400 chevaux malades de l'armée ont été soignés dans des logements dans et autour du siège de l'IVA à Loon-Plage. Lors de l'entrée en guerre des États-Unis, Neefs se doit de partir en mission de l'autre côté de l'océan Atlantique, sur Staten Island à New York. Cette mission découle d'un paiement effectué en mai 1915 par le vétérinaire militaire de l'Agence Maritime de la région de Bordeaux qui veut que Neefs, accompagné d'officiers de la cavalerie, soit placé sur le Steamer Escaut pour transporter des chevaux des États-Unis en Europe, à Saint-Nazaire. En tout, ce sont pas moins de 3 724 chevaux qui feront le voyage entre New-York et la ville portuaire française. C'est ainsi qu'entre mars 1916 et juin 1917, il est confié à Statent Island pour l'achat de chevaux en direction du vieux continent.
Durant l'entre-deux-guerres, Neefs présente sa lettre d'adieu avec d'autres vétérinaires militaires comme Verfaillie, Bonnyns, Demarbaix et Hué. Ils prennent tous la décision de quitter la section vétérinaire de l'armée après la décision de l'arrêt de l'utilisation des chevaux à l'armée, ce qui donna peu de sens à la fonction de vétérinaire militaire. Neefs laissa aux employés du cabinet vétérinaire de l'armée un message :

« Je suis convaincu que malgré la diminution forcée de notre champ d'activité, la compétence et l'initiative intelligente trouveront toujours à s'exercer largement dans l'intérêt de l'Armée. »

Il avait cependant, en 1939, souhaité le recrutement de vétérinaires militaires compétents et remplis d'initiatives intelligentes à partager à l'armée mais il fut peu entendu, en effet, seule la Garde nationale utilisait des chevaux, le reste des corps de l'armée se tournait vers des véhicules motorisés et moins onéreux. Il sert ainsi l'armée belge de 1904 à 1939.
Durant la campagne des dix-huit jours, Eugène Neefs était le médecin vétérinaire colonel du Service du médecin du cheval de l'escorte du commandant en chef, le major G. Corthouts pour le Grand Quartier Général.